# Минарал (станційне селище)
Минара́л (каз. Мыңарал) — станційне селище у складі Мойинкумського району Жамбильської області Казахстану. Входить до складу Минаральського сільського округу.
У радянські часи селище називалось Станція Мин-Арал.
Населення — 584 особи (2021; 690 у 2009, 482 у 1999, 461 у 1989).